# San Salvador, San Luis Potosí
San Salvador är en ort i Mexiko.   Den ligger i kommunen Ahualulco och delstaten San Luis Potosí, i den centrala delen av landet, 400 km nordväst om huvudstaden Mexico City. San Salvador ligger 1 856 meter över havet och antalet invånare är 361.
Terrängen runt San Salvador är kuperad åt nordväst, men åt sydost är den platt. Runt San Salvador är det ganska tätbefolkat, med 134 invånare per kvadratkilometer. Närmaste större samhälle är Ahualulco, 4,8 km söder om San Salvador. Omgivningarna runt San Salvador är i huvudsak ett öppet busklandskap.